# Georges St-Pierre
Georges St-Pierre (Saint-Isidore, 19 maggio 1981) è un ex artista marziale misto canadese.
È stato il più vincente campione dei pesi welter della UFC, essendo riuscito a conquistare il titolo nel 2008 e a difenderlo per nove volte consecutive fino al 2013, quando decise di ritirarsi temporaneamente. In questo periodo veniva considerato all'unanimità l'uomo immagine delle MMA nel mondo assieme all'altro grande campione del tempo Anderson Silva; era inoltre già stato campione di categoria UFC tra il 2006 e il 2007. Dopo un'assenza dall'ottagono durata più di quattro anni, nel 2017 batte Michael Bisping a UFC 217 vincendo il titolo dei pesi medi UFC, divenendo il quarto lottatore nella storia della compagnia (dopo Couture, Penn e McGregor) ad aver conquistato un titolo in più categorie di peso. Ha fatto anche da allenatore nella dodicesima stagione del reality show The Ultimate Fighter.
Annoverato tra i più grandi lottatori di arti marziali miste di tutti i tempi, per diversi anni è stato considerato il miglior peso welter al mondo da Sherdog e da numerose altre pubblicazioni. In carriera è stato sconfitto solamente in due occasioni, contro Matt Serra e Matt Hughes, disfatte successivamente riscattate. Nel 2005 ha inoltre preso parte alla prestigiosa competizione di grappling ADCC Submission Wrestling World Championship.
È inoltre stato premiato come Fighter of the Year ai Fighters Only World MMA Awards nel 2009 mentre nel 2008, 2009 e 2010 è stato nominato "atleta canadese dell'anno" da Sportsnet.

## Caratteristiche tecniche
St-Pierre nasce come karateka dello stile Kyokushinkai, arte marziale che iniziò a studiare all'età di sette anni con scopo di autodifesa dal bullismo; successivamente migliora ulteriormente il proprio striking con il pugilato ottenendo uno stile molto tecnico e vario, privo della potenza necessaria per il KO con un solo colpo ma comunque efficace (in particolare il jab). Una volta intrapresa la carriera nelle arti marziali miste si dedica a migliorare la propria lotta libera, divenendo uno dei più forti in tale campo e riuscendo ad avere la meglio anche su campioni NCAA come Josh Koscheck.
Pur essendo di bassa statura per la divisione dei pesi welter St-Pierre vanta un grande atletismo e una notevole forza esplosiva, nonché un'ottima resistenza; è altresì noto per essere un grande calcolatore in grado di modificare il proprio piano di combattimento in base all'avversario che deve affrontare, cercando di non avventurarsi in inutili rischi.

## Carriera nelle arti marziali miste

### Gli inizi
St-Pierre si è allenato in un grande numero di palestre nella sua carriera di fighter e prima del suo combattimento con B.J. Penn si è allenato alla Renzo Gracie Jiu-Jitsu Academy a New York, ricevendo dallo stesso Renzo Gracie la cintura marrone in jiu jitsu brasiliano il 21 luglio 2006. Nel settembre 2008 ottiene la cintura nera in BJJ sotto Bruno Fernandes.
St-Pierre inizia ad allenarsi con Rashad Evans, Nate Marquardt, Keith Jardine, Donald Cerrone e altri futuri lottatori di arti marziali misti di grande prospettive alla Greg Jackson's Submission Fighting Gaidojutsu School nel Nuovo Messico. Alcuni studenti della Jackson accompagnano St-Pierre a Montréal per aiutarlo a preparare il suo combattimento con Penn a UFC 94 alla palestra Tristar Gym. L'allenatore di Georges è Jonathan Chaimberg dell'Adrenaline Performance Centre a Montréal, mentre fuori dalla Tristar Gym il suo capo allenatore è Firas Zahabi della Zahabi MMA. I due sono stati all'angolo di St-Pierre in tutti i suoi recenti combattimenti e rimangono suoi stretti amici. Attualmente GSP si allena nel Muay thai sotto Phil Nurse della palestra The Wat a New York.

### Ultimate Fighting Championship
St-Pierre debutta ad UFC 46 dove sconfigge Karo Parisyan per decisione unanime. Il combattimento successivo è contro Jay Hieron ad UFC 48, che viene sconfitto per KO tecnico solo 1:42 dall'inizio del primo round.
Dopo questa seconda vittoria in UFC GSP affronta Matt Hughes ad UFC 50 per il vacante titolo dei pesi welter UFC. Malgrado una performance competitiva contro il più esperto avversario, Georges cede a causa di un'armbar quando manca solo un secondo alla fine del primo round. La sconfitta è la sua prima in carriera e in seguito il canadese ammette di essere stato in soggezione nel competere contro Hughes per il titolo.
Dopo la sconfitta contro Hughes, St-Pierre si rifà battendo Dave Strasser nella promozione canadese TKO grazie a una sottomissione kimura nel primo round. Ritorna in seguito in UFC per affrontare Jason Miller a UFC 52, sconfiggendolo in una sanguinosa battaglia.
In seguito all'ultima vittoria St-Pierre sfida il contendente Frank Trigg a UFC 54. GSP controlla il combattimento e vince per sottomissione quando manca un minuto alla fine del primo round. Successivamente sfida il futuro campione dei pesi leggeri Sean Sherk ad UFC 56 infliggendogli la seconda sconfitta in carriera nel corso del secondo round.
Ad UFC 58, St-Pierre supera l'ex campione dei pesi welter UFC B.J. Penn diventando il primo sfidante al titolo dei pesi welter. GSP vince l'incontro tramite decisione non unanime e conquista la possibilità di un rematch contro Matt Hughes ad UFC 63; tuttavia è costretto a rinunciare all'incontro a causa di un infortunio all'inguine venendo rimpiazzato da B. J. Penn, l'ultimo avversario che aveva sconfitto. Nel frattempo la federazione annuncia che GSP avrebbe avuto nuovamente la sua occasione per il titolo non appena si fosse ristabilito pienamente.

#### The Ultimate Fighter
St-Pierre viene scelto come allenatore per la quarta stagione del reality show The Ultimate Fighter su Spike TV, dove partecipano fighter che erano stati precedentemente visti in eventi UFC come Matt Serra, Shonie Carter, Pete Sell, Patrick Côté e Travis Lutter. Georges supporta principalmente gli atleti canadesi durante la stagione televisiva, soprattutto Patrick Côté.

#### Vittoria e perdita del titolo
Ad UFC 63, St-Pierre fa un'apparizione per supportare l'amico canadese David "The Crow" Loiseau. Nello stesso evento, dopo che Matt Hughes sconfisse B.J. Penn, GSP entra nel ring per promuovere il suo imminente match per il titolo contro Hughes, dicendo di essere felice della sua vittoria ma "non impressionato" dalla sua prestazione.
St-Pierre affronta finalmente Matt Hughes a UFC 65 con in palio la cintura di campione dei pesi welter UFC. Il combattimento viene quasi fermato verso la fine del primo round quando St-Pierre manda al tappeto Hughes con un gancio mancino, ma il suo avversario riesce a rialzarsi e ad arrivare alla fine del round. Nel secondo round, Georges vince per KO tecnico dopo un calcio sinistro alla testa di Hughes seguito da una serie di pugni e gomitate, conquistando il titolo di campione del mondo per la prima volta in carriera. In seguito al match, il 30 gennaio 2007, St-Pierre firma un nuovo contratto per altri sei incontri con l'UFC.
Ad UFC 69, St-Pierre perde subito il titolo contro il vincitore di The Ultimate Fighter 4, Matt Serra, che lo batte per KO tecnico a 3:25 del primo round. Malgrado un record di 11-1 Serra partiva nettamente sfavorito nei pronostici della vigilia. In seguito GSP imputa questa sconfitta a una mancanza di concentrazione dovuta a problemi nella sua vita privata, come la morte di un suo stretto cugino e la seria malattia del padre. Malgrado ciò, Georges non ha mai negato i meriti di Serra affermando che quella sera era stato semplicemente un fighter migliore di lui.

#### La strada verso il secondo titolo
Il 25 agosto 2007 ad UFC 74 St-Pierre vince per decisione unanime (30-27, 29-28, 29-28) contro Josh Koscheck, un quattro volte division I NCAA All-American e un campione NCAA di lotta libera. Questa vittoria riporta GSP allo status di primo contendente alla cintura di campione. Questi avrebbe dovuto sfidare il vincente tra Matt Hughes e Matt Serra ma Serra dovette disertare il match di UFC 79 a causa di un infortunio subito in allenamento così St-Pierre ha l'opportunità di sfidare Hughes per il titolo dei pesi welter ad interim. Questa volta Hughes si dimostra nettamente inferiore all'avversario che vince per sottomissione a 4:55 del secondo round, diventando campione ad interim; tale vittoria venne premiata Submission of the Year ai Fighters Only World MMA Awards nel 2008.
Finalmente ad UFC 83, il 19 aprile 2008, St-Pierre sfida Matt Serra con in palio il titolo dei pesi welter, potendo così diventare il campione indiscusso di categoria. Questo è il primo evento UFC a svolgersi in Canada, al Centre Bell di Montréal, Québec. Invece di partire con lo striking, Georges sposta subito il combattimento a terra con diversi tentativi di takedown. Verso la fine del secondo round il combattimento viene fermato dall'arbitro Yves Lavigne, dal momento che per Serra è diventato ormai impossibile difendersi dalle continue ginocchiate di GSP. Il canadese vince per la seconda volta la cintura più ambita.

#### Difesa del titolo
La prima difesa del titolo si svolge contro Jon Fitch ad UFC 87. Fitch veniva da una serie di 16 vittorie consecutive ed una vittoria con GSP l'avrebbe portato alla nona vittoria consecutiva in UFC, un nuovo record. St-Pierre batte Jon Fitch per decisione unanime coi punteggi di 50-43, 50-44 e 50-44, mantenendo il suo titolo.
La vittoria contro Fitch fa da anticamera ad uno dei rematch più anticipati della storia dell'UFC, quello contro B.J. Penn, entrato nell'ottagono alla fine del match per sfidare St-Pierre in una rivincita di UFC 58, terminato con una decisione non unanime a favore di St-Pierre. L'incontro ha luogo il 31 gennaio 2009 ad UFC 94: il primo round dell'incontro finisce pressoché pari; nei successivi tre round invece la performance di Penn cala nettamemte ed alla fine del quarto round Georges va a segno con un pugno potentissimo che fa sospendere l'incontro alla fine del round dandogli la vittoria. Penn in seguito ammette di non ricordare nulla di quanto successo nel terzo e quarto round, essendo probabilmente al limite. Una controversia sorse al che Penn si lamentò di come la schiena del canadese fosse troppo scivolosa, facendo intendere ad alcuni che St-Pierre potesse averla unta di grasso prima dell'incontro. Sull'incidente decide di investigare la commissione atletica del Nevada su espressa richiesta del team di Penn.
Prima di UFC 100, Beau Dure di USA Today afferma che probabilmente St-Pierre è "il migliore del mondo". Nel corso dell'evento St-Pierre sconfigge il contendente numero uno Thiago Alves: GSP vince per decisione unanime malgrado abbia patito un infortunio all'inguine nel corso del terzo round. Il 18 aprile 2009 viene dichiarato che tale infortunio non necessita di operazione chirurgica.
In seguito St-Pierre difende con successo la cintura contro Dan Hardy il 27 marzo 2010 ad UFC 111 che si svolge a Newark, New Jersey. Georges domina l'incontro con il suo wrestling, facendo sembrare l'incontro vicino al termine tramite due prese di sottomissione nel primo e nel quarto round ma Hardy non cede e GSP rilascia la presa per evitare di causare danni seri. La vittoria arriva per decisione unanime (50-43, 50-44 and 50-45) con GSP che alla fine si complimenta per la resistenza di Hardy e critica la propria prestazione dicendo che avrebbe desiderato terminare prima la contesa.
L'incontro successivo è un rematch contro Josh Koscheck ad UFC 124, dove vince per decisione unanime (50-45, 50-45, 50-45) utilizzando questa volta un'accurata boxe andando a segno con 55 jab alla testa di Koscheck. Il commentatore Joe Rogan definì ciò "la maggior quantità di jab mai vista in un incontro di MMA".
Il presidente UFC Dana White dichiara l'ex campione dei pesi medi Strikeforce Jake Shields come prossimo avversario di GSP per il 30 aprile 2011 ad UFC 129 a Toronto. White afferma che se il canadese dovesse superare anche Shields, potrebbe essere un segno del passaggio alla categoria dei pesi medi per disputare un match da sogno contro l'altro fenomeno imbattuto da anni, il brasiliano Anderson Silva. St-Pierre supera Shields per decisione unanime.
Dopo l'ultimo incontro St-Pierre riceve 60 giorni di sospensione medica a causa dei danni subiti all'occhio sinistro. Il suo allenatore, Firas Zahabi, solo due giorni dopo l'incontro dice che i dottori hanno esaminato il suo assistito e dichiarato che l'occhio non soffre di alcun danno rilevante e che sarebbe potuto tornare ad allenarsi in dieci giorni.
Alla conferenza stampa post-UFC 129, Dana White afferma che il prossimo avversario del canadese potrebbe essere l'ex campione dei pesi welter Strikeforce Nick Diaz. L'incontro avrebbe dovuto aver luogo ad UFC 137 al Mandalay Bay Event Center di Las Vegas, ma con Carlos Condit al posto di Diaz. Il 18 ottobre 2011 però viene annunciato che GSP deve rinunciare al combattimento a causa di un infortunio al ginocchio. L'incontro avrebbe dovuto essere recuperato ad UFC 143 agli inizi del 2012.

#### Infortunio
Attraverso un post su Twitter del 7 dicembre 2011, Dana White annuncia che il campione canadese si è rotto i legamenti di un ginocchio e che il main event di UFC 143 sarebbe diventato un incontro per il titolo ad interim dei pesi welter tra Carlos Condit e Nick Diaz. GSP mantiene quindi il titolo e al ritorno nell'ottagono lotterà per riunificare le due cinture. Dopo l'operazione, avvenuta la settimana successiva, GSP si dichiara soddisfatto del suo andamento, affermando di poter tornare in piena forma in 6-9 mesi.

#### Ritorno, unificazione del titolo e ritiro
Georges St-Pierre torna a combattere il 17 novembre 2012 a Montréal, più di un anno dall'ultimo incontro disputato, dovendo unificare la propria cintura di campione con quella di campione ad interim che era nelle mani del pericoloso striker Carlos Condit: il campione di casa si dimostra comunque in gran forma, dominando Condit nei primi due round con il suo gioco fatto di jab, takedown e controllo dell'avversario a terra, finendo per trasformare il volto di Condit in una maschera di sangue; nel terzo round Condit riesce improvvisamente a tornare in partita con un calcio alto messo a segno, stendendo St-Pierre, ma quest'ultimo tornerà presto ad imporre il proprio gioco e a dominare gli ultimi due round come i primi due, ottenendo una meritata vittoria per decisione unanime dei giudici di gara, (50-45, 49-46, 50-45), e difendendo per la settima volta il proprio titolo.
Nel 2013 sempre a Montréal difende ancora una volta la cintura contro l'ex campione Strikeforce Nick Diaz, con il quale St-Pierre aveva un feud che durava già da molto: il canadese ottenne un'altra vittoria per decisione unanime dei giudici di gara, i quali assegnarono tutti e cinque i round al campione.
In novembre affronta Johny Hendricks, il quale poteva vantare una serie di sei vittorie consecutive; GSP, che nelle precedenti sei vittorie per decisione unanime aveva sempre ottenuto da parte di uno dei tre giudici un punteggio di 50-45, questa volta viene messo in grandissima difficoltà per tutti e cinque i round e al termine molti lo danno come perdente, ma due giudici su tre assegnano il punteggio di 48-47 al campione in carica il quale riesce nella nona difesa consecutiva del titolo e annuncia un temporaneo ritiro dalle MMA, salvo poi smentire quest'ultima uscita; l'incontro ottenne anche il riconoscimento Fight of the Night.
L'annuncio ufficiale del suo momentaneo ritiro dalle arti marziali miste avviene nel dicembre 2013: Georges St-Pierre lasciò quindi la cintura di campione vacante dopo essere riuscito a difenderla per nove volte consecutive, record assoluto nella storia dei pesi welter UFC, quando era ancora il numero due dei ranking pound for pound della promozione secondo solo a Jon Jones e unanimemente l'uomo immagine delle arti marziali miste nel mondo.
Nel 2014 affermò che tra le motivazioni del suo ritiro vi fu la negligenza da parte dell'UFC nel tentare di contrastare l'utilizzo di doping e delle terapie sostitutive con testosterone, che in quel periodo andavano molto nelle MMA ai massimi livelli, e giocò una parte fondamentale anche il fatto che GSP fosse affetto da disturbi ossessivi-compulsivi. Quell'anno il fuoriclasse canadese venne sottoposto a un intervento chirurgico a causa di uno strappo al legamento crociato anteriore. Nel 2015 ebbe un ruolo fondamentale nella preparazione del connazionale Rory MacDonald per il suo incontro a UFC 189 contro il campione dei welter in carica Robbie Lawler.

#### Ritorno in UFC e vittoria del titolo dei pesi medi
Il 20 giugno 2016 St-Pierre annuncia che aveva cominciato a sottoporsi ai test della USADA e che era in fase di contrattazione con la UFC per tornare a combattere possibilmente all'evento UFC 206, tenutosi a Toronto. Il 15 febbraio 2017 viene annunciato che è stato raggiunto ufficialmente un accordo tra la UFC e St-Pierre, che il mese successivo rivela che il suo contratto prevede quattro incontri.
Il primo marzo il presidente della UFC Dana White ha annunciato che il ritorno di GSP nell'ottagono avverrà contro il campione dei pesi medi in carica Michael Bisping; dopo alcuni problemi di organizzazione, legati anche ad un infortunio ad un occhio patito dal canadese, l'evento per il ritorno di St-Pierre viene individuato in UFC 217 il 4 novembre, esattamente cinquanta pay-per-view dopo il suo ultimo incontro. Il 4 novembre 2017, al Madison Square Garden di New York, Georges St-Pierre ritorna sull'ottagono dopo ben quattro anni e affronta il campione dei pesi medi Michael Bisping. Dopo un ottimo primo round e un secondo discreto, nel terzo round GSP riesce a mettere a segno un poderoso gancio sinistro che stende Bisping: dopo alcuni secondi di difesa a terra, St-Pierre riesce a prendere la schiena del campione e a mettere a segno una perfetta rear-naked choke, che gli vale il titolo.
Il 7 dicembre decide di lasciare vacante il titolo per concentrarsi sulla sua salute, pertanto il campione ad interim Robert Whittaker viene promosso campione indiscusso.
Nel 2020 viene inserito nella UFC Hall of Fame nella sezione "Era moderna". È il primo atleta canadese a ricevere questo riconoscimento.

## Risultati nelle arti marziali miste
| Risultato | Record | Avversario       | Metodo                                    | Evento                            | Data             | Round | Tempo | Città                      | Note |
| --------- | ------ | ---------------- | ----------------------------------------- | --------------------------------- | ---------------- | ----- | ----- | -------------------------- | --- |
| Vittoria  | 26-2   | Michael Bisping  | Sottomissione tecnica (rear-naked choke)  | UFC 217: Bisping vs. St-Pierre    | 4 novembre 2017  | 3     | 4:23  | New York, Stati Uniti      | Ritorno in UFC. Debutto nei pesi medi. Vince il titolo dei pesi medi UFC. Performance of the Night. Rende vacante il titolo successivamente al suo ritiro. |
| Vittoria  | 25-2   | Johny Hendricks  | Decisione (non unanime)                   | UFC 167: St-Pierre vs. Hendricks  | 16 novembre 2013 | 5     | 5:00  | Las Vegas, Stati Uniti     | Difende il titolo dei Pesi Welter UFC. Fight of the Night. Rende vacante il titolo successivamente al suo ritiro                                           |
| Vittoria  | 24-2   | Nick Diaz        | Decisione (unanime)                       | UFC 158: St-Pierre vs. Diaz       | 16 marzo 2013    | 5     | 5:00  | Montréal, Canada           | Difende il titolo dei Pesi Welter UFC |
| Vittoria  | 23-2   | Carlos Condit    | Decisione (unanime)                       | UFC 154: St-Pierre vs. Condit     | 17 novembre 2012 | 5     | 5:00  | Montréal, Canada           | Difende il titolo dei Pesi Welter UFC. Fight of the Night                                                                                                  |
| Vittoria  | 22-2   | Jake Shields     | Decisione (unanime)                       | UFC 129: St-Pierre vs. Shields    | 30 aprile 2011   | 5     | 5:00  | Toronto, Canada            | Difende il titolo dei Pesi Welter UFC |
| Vittoria  | 21-2   | Josh Koscheck    | Decisione (unanime)                       | UFC 124: St-Pierre vs. Koscheck 2 | 11 dicembre 2010 | 5     | 5:00  | Montréal, Canada           | Difende il titolo dei Pesi Welter UFC. Fight of the Night                                                                                                  |
| Vittoria  | 20-2   | Dan Hardy        | Decisione (unanime)                       | UFC 111: St-Pierre vs. Hardy      | 27 marzo 2010    | 5     | 5:00  | Newark, Stati Uniti        | Difende titolo dei Pesi Welter UFC |
| Vittoria  | 19-2   | Thiago Alves     | Decisione (unanime)                       | UFC 100                           | 11 luglio 2009   | 5     | 5:00  | Las Vegas, Stati Uniti     | Difende il titolo dei Pesi Welter UFC |
| Vittoria  | 18-2   | B.J. Penn        | KO Tecnico (stop medico)                  | UFC 94: St-Pierre vs. Penn 2      | 31 gennaio 2009  | 4     | 5:00  | Las Vegas, Stati Uniti     | Difende il titolo dei Pesi Welter UFC |
| Vittoria  | 17-2   | Jon Fitch        | Decisione (unanime)                       | UFC 87: Seek and Destroy          | 9 agosto 2008    | 5     | 5:00  | Minneapolis, Stati Uniti   | Difende il titolo dei Pesi Welter UFC. Fight of the Night                                                                                                  |
| Vittoria  | 16-2   | Matt Serra       | KO Tecnico (ginocchiate e pugni al corpo) | UFC 83: Serra vs St-Pierre 2      | 19 aprile 2008   | 2     | 4:45  | Montréal, Canada           | Vince ed unifica il titolo dei Pesi Welter UFC |
| Vittoria  | 15-2   | Matt Hughes      | Sottomissione (armbar)                    | UFC 79: Nemesis                   | 29 dicembre 2007 | 2     | 4:54  | Las Vegas, Stati Uniti     | Vince il titolo dei Pesi Welter UFC ad interim. Submission of the Night                                                                                    |
| Vittoria  | 14-2   | Josh Koscheck    | Decisione (unanime)                       | UFC 74: Respect                   | 25 agosto 2007   | 3     | 5:00  | Las Vegas, Stati Uniti     | |
| Sconfitta | 13-2   | Matt Serra       | KO Tecnico (Sottomissione ai pugni)       | UFC 69: Shootout                  | 7 aprile 2007    | 1     | 3:25  | Houston, Stati Uniti       | Perde il titolo dei Pesi Welter UFC |
| Vittoria  | 13-1   | Matt Hughes      | KO Tecnico (calcio alla testa e pugni)    | UFC 65: Bad Intentions            | 18 novembre 2006 | 2     | 1:25  | Sacramento, Stati Uniti    | Vince il titolo dei Pesi Welter UFC. KO of the Night |
| Vittoria  | 12-1   | B.J. Penn        | Decisione (non unanime)                   | UFC 58: USA vs Canada             | 4 marzo 2006     | 3     | 5:00  | Las Vegas, Stati Uniti     | |
| Vittoria  | 11-1   | Sean Sherk       | KO Tecnico (pugni e gomitate)             | UFC 56: Full Force                | 19 novembre 2005 | 2     | 2:53  | Las Vegas, Stati Uniti     | |
| Vittoria  | 10-1   | Frank Trigg      | Sottomissione (rear naked choke)          | UFC 54: Boiling Point             | 20 agosto 2005   | 1     | 4:09  | Las Vegas, Stati Uniti     | |
| Vittoria  | 9-1    | Jason Miller     | Decisione (unanime)                       | UFC 52: Couture vs. Liddell 2     | 16 aprile 2005   | 3     | 5:00  | Las Vegas, Stati Uniti     | |
| Vittoria  | 8-1    | Dave Strasser    | Sottomissione (kimura)                    | TKO Major League MMA 19: Rage     | 29 gennaio 2005  | 1     | 1:52  | Montréal, Canada           | Difende il titolo dei pesi welter TKO |
| Sconfitta | 7-1    | Matt Hughes      | Sottomissione (armbar)                    | UFC 50: This Time It's Personal   | 22 ottobre 2004  | 1     | 4:59  | Atlantic City, Stati Uniti | Per il titolo vacante dei pesi welter UFC |
| Vittoria  | 7-0    | Jay Hieron       | KO Tecnico (pugni)                        | UFC 48: Payback                   | 19 giugno 2004   | 1     | 1:42  | Las Vegas, Stati Uniti     | |
| Vittoria  | 6-0    | Karo Parisyan    | Decisione (unanime)                       | UFC 46: Supernatural              | 31 gennaio 2004  | 3     | 5:00  | Las Vegas, Stati Uniti     | Debutto in UFC |
| Vittoria  | 5-0    | Pete Spratt      | Sottomissione (rear naked choke)          | TKO 14: Road Warriors             | 29 novembre 2003 | 1     | 3:40  | Victoriaville, Canada      | |
| Vittoria  | 4-0    | Thomas Denny     | KO Tecnico (ferita)                       | UCC 12: Adrenaline                | 25 gennaio 2003  | 2     | 4:45  | Montréal, Canada           | |
| Vittoria  | 3-0    | Travis Galbraith | KO Tecnico (gomitate)                     | UCC 11: The Next Level            | 11 ottobre 2002  | 1     | 2:03  | Montréal, Canada           | Difende il titolo dei pesi welter UCC |
| Vittoria  | 2-0    | Justin Bruckmann | Sottomissione (armbar)                    | UCC 10: Battle for the Belts 2002 | 15 giugno 2002   | 1     | 3:53  | Gatineau, Canada           | Vince il titolo dei pesi welter UCC |
| Vittoria  | 1-0    | Ivan Menjivar    | KO Tecnico (pugni)                        | UCC 7: Bad Boyz                   | 25 gennaio 2002  | 1     | 4:50  | Montréal, Canada           | Debutto nei pesi welter |

## Olimpiadi 2012
Il 2 gennaio 2010 è stato rivelato che St-Pierre stava considerando di lasciare le arti marziali miste per tentare di entrare nella squadra di lotta libera canadese per le olimpiadi di Londra 2012. I suoi coach di lotta, Rob "The Caveman" Moore e Cleo "Zulu Man" Ncube hanno commentato che malgrado St-Pierre fosse un grande atleta nelle MMA sarebbe stato necessario qualche anno di allenamenti specifici prima di poter affrontare una sfida simile e che le arti marziali miste e l'UFC continuavano ad avere la precedenza sui suoi allenamenti per le Olimpiadi. Prima di UFC 111 St-Pierre stesso affermò che stava ancora considerando l'idea di tentare di qualificarsi per la squadra olimpica ma che ancora non aveva deciso nulla in proposito. Alla fine St-Pierre non considerò tale possibilità e continuò ad allenarsi come professionista di MMA.

## Altre attività
Nell'aprile 2012 St-Pierre ha anche deciso di entrare nel mondo del poker firmando un contratto da professionista con la sala internazionale di 888.

## Filmografia
- Death Warrior, regia di Bill Corcoran (2009)
- Never Surrender , regia di Héctor Echavarría (2009)
- The Striking Truth, regia di Steven J. Wong (2010)
- Captain America: The Winter Soldier , regia di Anthony e Joe Russo (2014)
- Kickboxer - La vendetta del guerriero (Kickboxer: Vengeance), regia di John Stockwell (2016)
- Killing Salazar (Cartels), regia di Keoni Waxman (2017)
- The Falcon and the Winter Soldier - Serie TV (2021)
- King of Killers, regia di Kevin Grevioux (2023)
- La gabbia, regia di David Krespine e Franck Gastambide (2024)